# Так сойдёт!
«Так сойдёт!» — советский мультипликационный фильм о халатности и небрежности, которая потом возвращается.

## Сюжет
Пожилому Ежу уже не хватает сил самому накрыть крышу черепицей, и Сорока предлагает ему помощника. Шедший хвастливый Заяц-мастер с радостью соглашается помочь, укладывает всё быстро, но криво и косо. На критическое замечание Ежа Заяц отвечает: «И так сойдёт!», после чего от случайного чиха вся черепица падает на него.
В это время у Лисы, жившей неподалёку, ломается табуретка и Заяц предлагает помощь. Наспех сколотив и связав табуретку бечёвкой, с фразой «И так сойдёт!», Заяц садится на неё принимать угощение от обрадованной Лисы. Но табуретка под ним разламывается, и раздосадованная Лиса прогоняет «мастера» метлой.
Озабоченному Барсуку Заяц пытается починить в доме свет, но, получив удар током, падает с лестницы, порвав при этом джинсы.
Заяц обращается к Бобру-портному, занимавшемуся ремонтом одежды. Бобёр наспех чинит джинсы, отрезав одну штанину по колено и сделав из неё заплату на дыру. Изумлённый и возмущённый Заяц слышит от Бобра в ответ свою знакомую фразу: «Ничего… И так сойдёт!», которая заставляет Зайца задуматься о своей некачественной работе.

## Создатели
| автор сценария             | Людмила Зубкова |
| режиссёр                   | Юрий Прытков |
| художник-постановщик       | Татьяна Сазонова |
| композитор                 | Евгений Птичкин |
| оператор                   | Светлана Кощеева |
| звукооператор              | Борис Фильчиков |
| художники-мультипликаторы: | Александр Панов, Виктор Лихачёв, Марина Восканьянц, Галина Золотовская, Татьяна Померанцева, Анатолий Абаренов, Владимир Арбеков            |
| роли озвучивали:           | - Михаил Лобанов — Заяц - Зинаида Нарышкина — Сорока - Всеволод Ларионов — Ёжик, Барсук - Ирина Карташёва — Лиса - Анатолий Папанов — Бобёр |
| редактор                   | Татьяна Папорова |
| директор картины           | Любовь Бутырина |